# La Roquette
Roquette – miejscowość i gmina we Francji, w regionie Normandia, w departamencie Eure. Przez miejscowość przepływa Sekwana. 
Według danych na rok 1990 gminę zamieszkiwały 204 osoby, a gęstość zaludnienia wynosiła 35 osób/km² (wśród 1421 gmin Górnej Normandii Roquette plasuje się na 697 miejscu pod względem liczby ludności, natomiast pod względem powierzchni na miejscu 623).